# Педра-ду-Інга
Педра-ду-Інга (порт. Pedra do Ingá) — скельне утворення з петрогліфами у Бразилії. Скеля розташована біля міста Інга за 96 км від Жоао Пессоа, столиці штату Параїба.

## Опис
Скеля займає площу близько 250 м². На стіні довжиною 46 метрів і висотою 3,8 метра розміщені зображення різних фігур, значення деяких досі невідомі. Тут є зображення тварин, фруктів, людей, сузір'їв, таких як Оріон і Чумацький Шлях. Всього нараховують близько 450 візуренків. Вік неможливо визначити радіовуглецевим методом через відсутність органічних матеріалів. Вчені вважають, що символи та гліфи створені місцевими жителями, які жили на цій території протягом століть до 18 століття.

## Охорона
З 1944 року це місце охороняється Національним інститутом історії та мистецтва. З 2015 року Педра-ду-Інга знаходиться в попередньому списку для включення до Списку всесвітньої спадщини ЮНЕСКО.

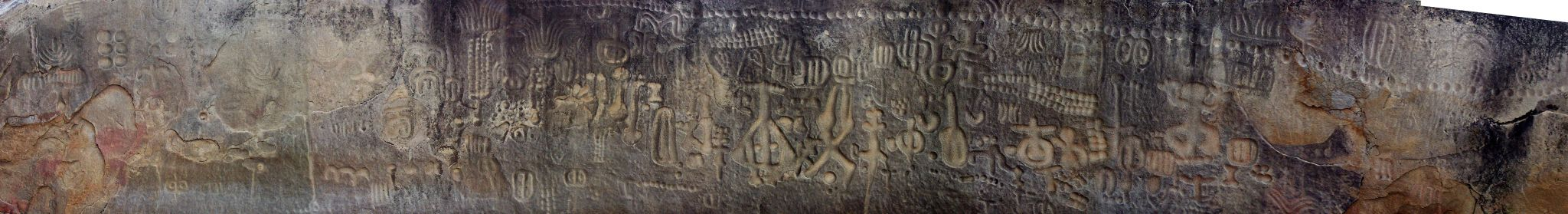
Панорамне зображення скелі